# Hrabstwo Serpentine-Jarrahdale
Hrabstwo Serpentine-Jarrahdale (ang. Shire of Serpentine-Jarrahdale) – jednostka samorządu terytorialnego w stanie Australia Zachodnia, zaliczana do aglomeracji Perth.
Hrabstwo powstało w 1894 jako tzw. zarząd drogowy Serpentine (ang. Serpentine Road Board). W 1913 nazwa została zmieniona na obecną, a w 1961 obszar ten uzyskał status hrabstwa. Władzę ustawodawczą sprawuje rada hrabstwa złożona z 10 radnych, którzy powołują (spoza swego grona) dyrektora generalnego hrabstwa, stojącego na czele jego administracji.
Hrabstwo zajmuje powierzchnię 905 km² i liczy niespełna 13 tysięcy mieszkańców. Ośrodkiem administracyjnym jest Mundijong. 

## Miejscowości
- Byford
- Cardup
- Darling Downs
- Hopeland
- Jarrahdale
- Karrakup
- Keysbrook
- Mardella
- Mundijong
- Oakford
- Oldbury
- Serpentine
- Whitby